# Industrija nafte
INA-Industrija nafte d.d. (übersetzt in etwa „Mineralölindustrie“) ist mit rund 17.000 Mitarbeitern und einem internationalen Netz von über 400 Tankstellen das zweitgrößte Unternehmen in Kroatien nach dem Lebensmittelkonzern Agrokor. Der 1964 gegründete Mineralöl- und Gas-Konzern mit Sitz in Zagreb besitzt Lizenzen für die Exploration und Produktion von Öl und Gas in Kroatien, Russland, Angola, Albanien, Algerien, Libyen, Ägypten und Syrien.

## Geschichte

### 1964 bis 1990
INA startet am 1. Januar 1964 und war das Ergebnis einer Verschmelzung von Naftalin Zagreb mit den Raffinerien von Rijeka und Sisak. Bereits im ersten Jahr wurde INA der Vertrieb eingegliedert. Die Raffinerie von Lendava kam 1966 zu INA. Später folgten die Raffinerie von Zagreb, das Düngemittelwerk von Kutina, das Unternehmen Petronafta aus Solin, die Ölpipeline von Opatovac nach Bosanski Brod und die Firmen Zagreb Inženjering, OKI Zagreb und DINA Omišalj Petrochemische Werke.
Die Raffinerie-Kapazität von INA stieg zwischen 1964 und 1979 von 2,2 Mio. Tonnen auf 15 Mio. Tonnen. Die Zahl der Tankstellen stieg nach 1966 von 165 auf über 500 Stationen. Der Konzern war einer der Hauptinvestoren bei der 1979 eröffneten Pipeline zwischen Omišalj und Sisak.
Zwischen 1980 und 1990 war INA das größte Unternehmen der Sozialistischen Föderativen Republik Jugoslawien mit 32.000 Mitarbeitern.

### Entwicklung nach der kroatischen Unabhängigkeit

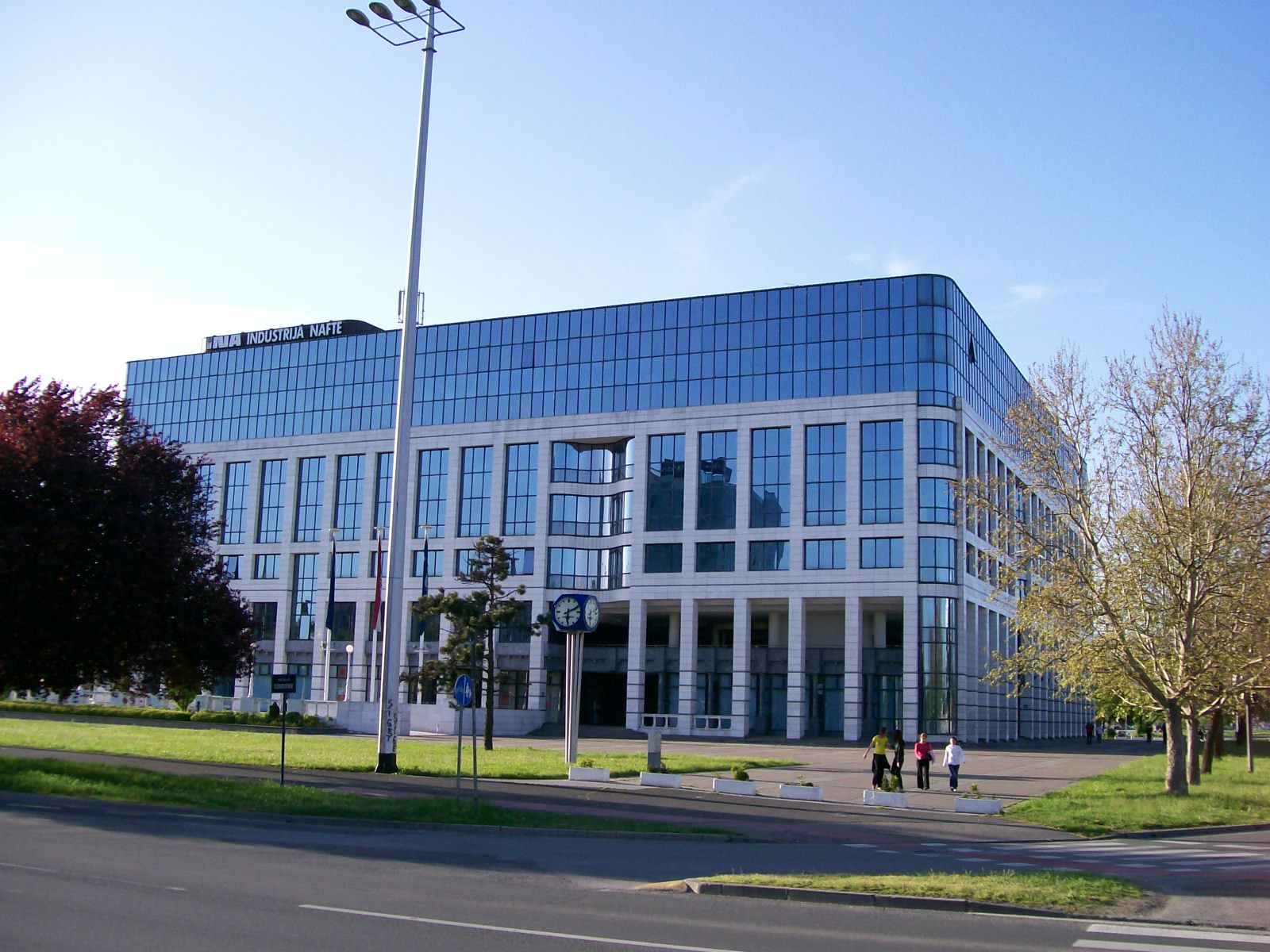
INA Hauptverwaltung in Zagreb

Nach der Unabhängigkeit Kroatiens wurde INA 1993 von einem Staatsbetrieb in eine Aktiengesellschaft umgewandelt.
Ein Tochterunternehmen von INA ist die auf Ölförderung spezialisierte Crosco Gesellschaft. INA hat auch mehrere Beteiligungen, darunter 10 % an der OMV ISTRABENZ und ist mit 67 % zusammen mit MOL an der bosnischen Energopetrol beteiligt.
Vor seiner Rolle als Kroatiens Ministerpräsident (1995–2000) war Zlatko Mateša Direktor bei INA. Der jetzige INA-Vorstandschef heißt Tomislav Dragičević.
Nach der Unabhängigkeit Kroatiens wurde das Unternehmen bis 2001 von massiven Krisen geschüttelt. Nach Expertenmeinung verlor es zu dieser Zeit täglich ca. eine Million Dollar.
2002 produzierte INA 1,8 Milliarden Kubikmeter Erdgas und 1,34 Millionen Tonnen Rohöl. Ihre zwei Raffinerien stellten über 5,03 Millionen Tonnen an petrochemischen Produkten her.
Bei der im November 2003 stattgefundenen Teilprivatisierung wurden 25 % plus 1 Aktie an den ungarischen Ölkonzern MOL verkauft. Durch diese Beteiligung wurde Ungarn 2003 der wichtigste Investor in Kroatien. Am Ende des Privatisierungsprozesses will der kroatische Staat seinen Anteil an der INA auf 25 % abgebaut haben. Am 1. Dezember 2006 verkaufte der kroatische Staat 15 % seiner Anteile über die Börse. Die Aktien werden an der Zagreber Börse und an der London Stock Exchange gehandelt. Der Ausgabepreis der Aktien an Privatpersonen in Kroatien betrug 1690 Kuna/pro Aktie. Am ersten Handelstag stieg der Preis an der Börse auf bis zu 2500 Kuna.
Im Sommer 2004 kündigte das Management eine Modernisierung der beiden Raffinerien des Landes an, um mit ihnen ab 2009 Otto- und Dieselkraftstoffe nach geltendem EU-Standard produzieren zu können.
Ende September 2004 meldete die Gesellschaft einen größeren Ölfund in Syrien (Ölfeld „bijele noći“, zu deutsch „weiße Nächte“). Und im Januar 2007 entdeckte INA mit dem deutschen Partner RWE Dea ein Ölvorkommen in Ägypten.
Mit Jahresbeginn 2006 werden in Kroatien außerdem nur mehr Benzin- und Dieselkraftstoffe nach der EU-Norm EURO IV angeboten. Demnächst soll auch auf den Standard EURO V umgestellt werden.
2015 betreibt INA in Kroatien, Bosnien und Herzegowina, Montenegro und Slowenien ein Netz von 442 Tankstellen.

## Raffinerien

### Rijeka

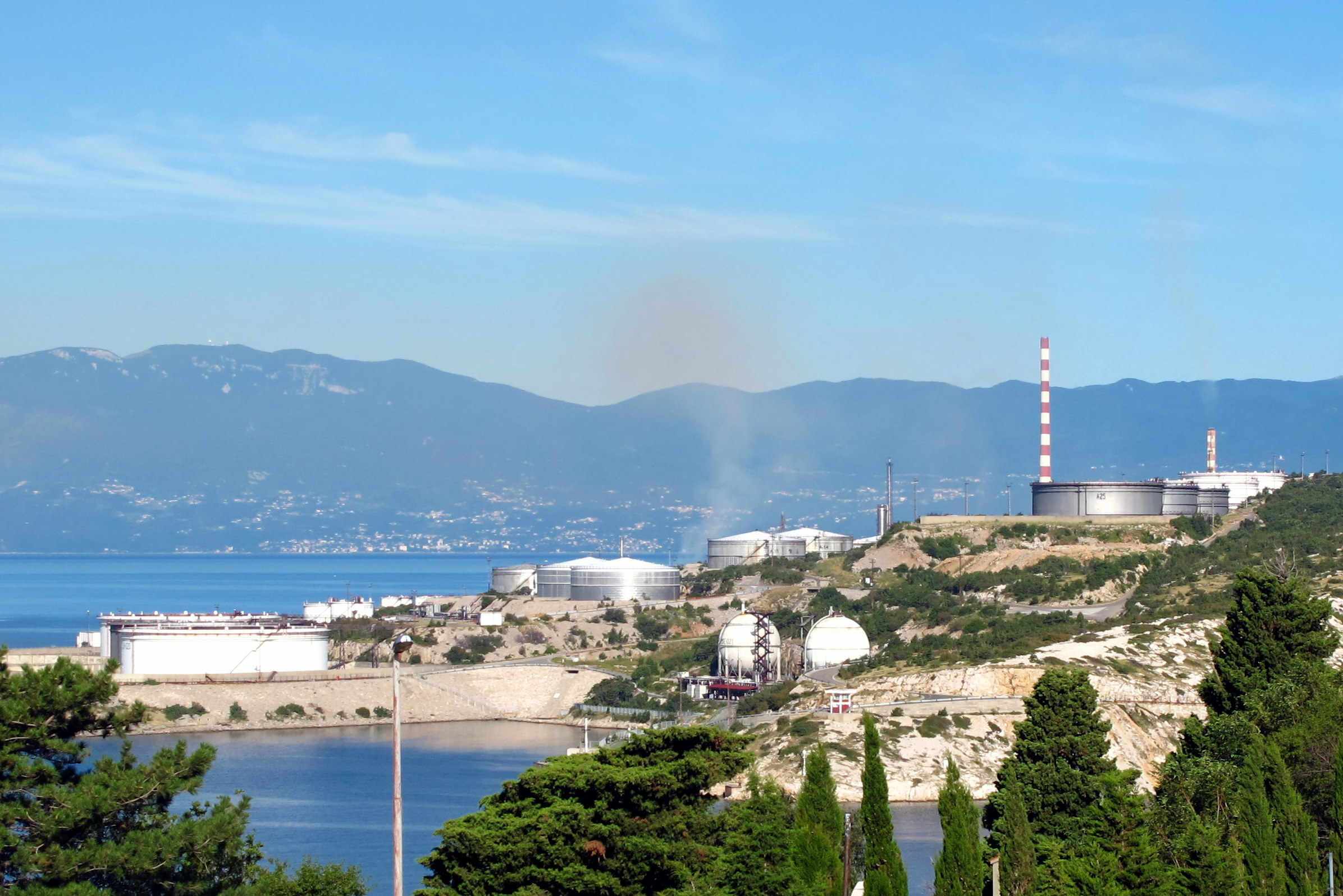
Öl-Raffinerie Rijeka

Die INA ist Betreiberin der Öl-Raffinerie von Rijeka, die am Gebiet von Bakar am Eingang der Bucht von Bakar liegt.
Die Ölraffinerie von Rijeka wurde 1883 im Ortsteil Mlaka gegründet. Sie begann ihre Produktion mit 300 Mitarbeitern und war mit einer Jahreskapazität von 60.000 Tonnen die größte Raffinerie auf dem Kontinent. Nach dem Ersten Weltkrieg wurde Rijeka Teil des Königreichs Italien und die Raffinerie wichtiger Bestandteil des italienischen Ölprogramms. Sie wurde 1922 in Raffineria di Olli Minerali S.A. umbenannt. Ab 1926 war die Raffinerie der erste Industriebetrieb der italienischen Agip. Zu Beginn des Zweiten Weltkriegs hatte die Raffinerie eine Kapazität von 120.000 Tonnen. Nach Ende des Krieges gehörte Rijeka zu Jugoslawien. Die zerstörte Raffinerie wurde wieder aufgebaut und später um ein neues Werk in Urinj erweitert. Dort wurden Schmierstoffe hergestellt und in Mlaka Kraftstoffe. Die Raffinerie hatte 1965 eine Jahreskapazität von acht Millionen Tonnen.
Im Zuge der Hafenerweiterungen von Rijeka wurde ab den 1960er-Jahren der Erdölhafen in die Bucht von Omišalj auf der Insel Krk (JANAF) verlegt, von wo eine 7,2 km lange und 20 Zoll dicke Pipeline zur Öl-Raffinerie von Rijeka führt. Diese liegt 12 Kilometer südlich der Stadt und umfasst ein Gebiet von 3,5 Quadratkilometern in den Gemeinden Kostrena und Bakar und ist sowohl via Schiff, Straße und Eisenbahn erreichbar.
In den 1980er-Jahren produzierte die Raffinerie 250 verschiedene Ölprodukte, darunter ab 1984 auch das erste bleifreie Motorenbenzin des Landes.
Die Raffinerie verfügt über einen eigenen Hafen, Werften und Offshore-Einrichtungen zur Versorgung und Transport von Waren, Rohöl, Mineralölerzeugnisse und Erdöl-Derivate. In der INA-Raffinerie werden folgende Produkte erzeugt: Liquefied Petroleum Gas, Virgin Naphtha, Motorenbenzin, Kerosin, Flugturbinenkraftstoff Kerosin, Dieselkraftstoff, Heizöl, Treiböl, Bitumen, Koks, flüssiger Schwefel, Basisöle, Automobil- und industrielle Schmierstoffe, Schmierfette und Paraffin.

### Sisak

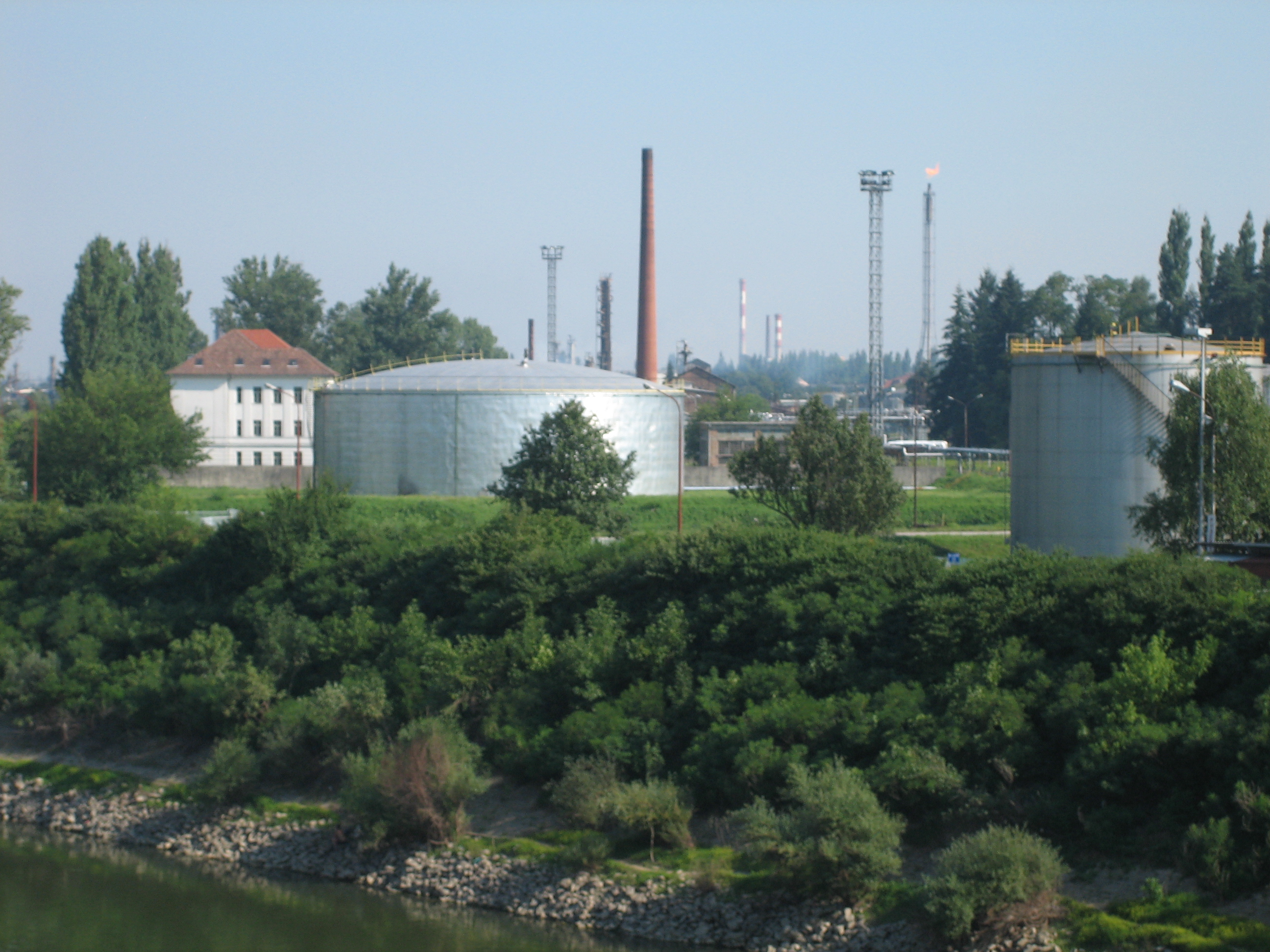
Öl-Raffinerie Sisak

INA betreibt eine zweite Raffinerie in Sisak, unmittelbar an der Mündung der Kupa in die Save. Ihre Geschichte beginnt 1923 mit der Errichtung eines Öllagers durch die Royal Dutch Shell. 1928 erweiterte Shell das Lager durch eine erste Raffinerieanlage. Sie hatte eine Tageskapazität von 170 Tonnen. 1940 begann die Verarbeitung einheimischen Rohöls. Im Zweiten Weltkrieg wurde die Raffinerie stark zerstört. Nach Kriegsende wurde die Produktion im September 1945 wiederaufgenommen und erreichte 1949 Vorkriegsniveau. Von 1956 bis 1964 wurden die Produktionsanlagen erweitert und die Jahreskapazität stieg auf 1 Million Tonnen. Bis Mitte der 1980er Jahre stieg die Kapazität weiter auf 6,7 Millionen Tonnen.
Während des Kroatienkriegs 1991 bis 1995 verlief die Front nur wenige Kilometer von der Raffinerie entfernt, so dass Produktionsanlagen zerstört wurden. Beim Wiederaufbau nach Kriegsende wurde die Raffinerie modernisiert.
Im September 2014 wurden Pläne ruchbar, dass INA die Raffinerie in Sisak schließen wollte. Anfang Oktober 2014 beschloss der Aufsichtsrat der INA eine Verschiebung der Raffinerie-Schließung.